# Jan-Philip Glania
Jan-Philip Glania (* 8. November 1988 in Fulda) ist ein deutscher Schwimmsportler. Er ist deutscher Meister 2012 auf 100 m sowie 200 m Rücken und qualifizierte sich für die Olympischen Spiele 2012 in London mit einem deutschen Rekord. Für das Jahr 2012/2013 wurde er in den A-Kader des Deutschen Schwimm-Verbandes berufen.

## Persönlicher Werdegang
Glania besuchte von 1996 bis 1999 die Grundschule Johannes-Hack-Schule und anschließend bis 2008 die Rabanus-Maurus-Schule, die er mit dem Abitur verließ. Von 2008 bis 2009 war er in der Sportförderkompanie der Bundeswehr. Von 2009 bis 2019 studierte Glania Zahnmedizin an der Johann Wolfgang Goethe-Universität Frankfurt am Main. 2024 übernahm er eine Zahnarztpraxis in Angersbach im Vogelsbergkreis.

## Sportliche Karriere
Glania ist seit 2009 Mitglied des deutschen B-Kaders und des Olympia-Perspektivteams des Hessischen Sportbundes. Im Januar 2012 wurde er in den Olympiakader des Deutschen Schwimm-Verbandes berufen. Im Oktober 2012 folgte die Berufung in den A-Kader des DSV.
Seit Februar 2014 trainierte Glania unter Dave Salo in Los Angeles. Im August 2020 gab er bekannt, seine sportliche Karriere vorerst zu beenden und auf eine Teilnahme an den Olympischen Spielen in Tokio 2021 zu verzichten.

### Sportliche Erfolge
- Mehrfacher Hessischer und Süddeutscher Meister
- 11. Platz bei den Jugendeuropameisterschaften 2006 auf Mallorca
- 1., 2. und 3. Platz bei den Deutschen Meisterschaften 2011 und mehrere 2. und 3. Plätze in den Vorjahren
- 1., 2 mal 2. und 3. bei den Deutschen Kurzbahnmeisterschaften 2011
- Militärweltmeister 2009 und Militärweltrekordhalter bei den CISM-Games in Montreal
- 4 Finalteilnahmen bei der Universiade (Studentenolympiade) in Shenzhen (China) im August 2011
- 2 mal 4. Platz bei Europameisterschaften in Stettin (Polen) 2011
- Zahlreiche Finalteilnahmen bei den Weltcups 2011 in Berlin, Singapur, Peking und Tokyo mit 4., 5., 6., und 7. Plätzen
- Deutscher Mannschaftsmeister mit der SG Frankfurt 2012
- Deutscher Meister 2012: 200 m Rücken und 100 m Rücken
- Qualifiziert für Olympia 2012 in London mit deutschem Rekord
- Berufung in den A-Kader des Deutschen Schwimm-Verbandes 2012/2013
- Bronze bei den Schwimmeuropameisterschaften 2014 100 m Rücken
- Bronze bei den Schwimmweltmeisterschaften 2015 4 × 100 m Lagen Mixed-Staffel

## Auszeichnungen
- Sportler des Jahres bei der FZ-Sportlerwahl 2008, 2009, 2010 und 2011
- Sportler des Jahres 2009 der Stadt Fulda